# Caius Welcker
Jan Herman Welcker, més conegut com a Caius Welcker (Alkmaar, Holanda del Nord, 9 de juliol de 1885 – 13 de febrer de 1939) va ser un futbolista neerlandès que va competir a començaments del segle xx. Jugà com a davanter i en el seu palmarès destaca una medalla de bronze en la competició de futbol dels Jocs Olímpics de Londres de 1908.
A la selecció nacional jugà un total de 17 partits, en què marcà 5 gols.